# Sławomir Skrzypek
Sławomir Stanisław Skrzypek (10. maj 1963 – 10. april 2010) var en polsk økonom. Han var chef i Polens nationalbank fra den 10. januar 2007, da han overtog efter Leszek Balcerowicz, indtil sin død.
Han omkom under et flystyrt den 10. april 2010, sammen med bl.a. Polens præsident Lech Kaczyński.